# Sondheim
Sondheim vor der Rhön là một municipality in the district Rhön-Grabfeld, Bayern, Đức.